# قانون ممنوعیت ورود نیروهای مسلح به دانشگاه‌ها
قانون ممنوعیت ورود نیروهای مسلح به دانشگاه‌ها و مراکز آموزش عالی کشور قانونی در ایران است که بر پایه آن ورود نیروهای مسلح اعم از نظامی، انتظامی و اطلاعاتی برای انجام ماموریت‌های امنیتی، حمل و نگهداری سلاح و دستگیری افراد در محیط دانشگاه‌ها و مراکز آموزش عالی ایران ممنوع است. در تبصره این قانون، ورود نیروهای مسلح «در شرایط اضطراری فقط با درخواست رئیس دانشگاه یا مرکز آموزش عالی و با موافقت وزیر علوم و وزیر بهداشت» مجاز دانسته شده‌است.

## فرایند تصویب
طرح ممنوعیت ورود نیروهای مسلح به دانشگاه‌ها و مراکز آموزش عالی کشور در ۸ تیر ۱۳۷۹ در دوره ششم مجلس شورای اسلامی اعلام وصول شد و کلیات آن در ۳۰ مرداد ۱۳۷۹ در صحن علنی مجلس شورای اسلامی به تصویب نمایندگان رسید.

### مخالفان تصویب
موسی قربانی نماینده قائنات و زیرکوه در صحن علنی مجلس با ارائه نطقی با تصویب این طرح مخالفت کرد. او علت این مخالفت را اینگونه اعلام کرد که «این طرح با بند ۹ اصل ۳ قانون اساسی مغایر است و تصویب آن، یعنی این که به گروهی از مردم مصونیتی در حد بالا داده‌ایم که این تبعیض ناروا بین اقشار جامعه است. در حالی که بین مراکز آموزش عالی، دبیرستان‌ها و حوزه‌های علمیه هیچ فرقی وجود ندارد.» محمدعلی شیخ نماینده شوشتر در صحن علنی مجلس با ارائه نطقی با تصویب این طرح مخالفت و علت آن را اصطلاح عنوان طرح و تعدیل آن اعلام کرد.

### موافقان تصویب
مصطفی معین وزیر علوم و نماینده دولت در صحن مجلس در دفاع از تصویب این طرح سخنرانی کرد. محمدرضا خباز نماینده کاشمر در صحن علنی مجلس با ارائه نطقی از موافق تصویب این طرح بود و آن را «برای جلوگیری از تنش در فضای آموزشی و حفظ حرمت دانشگاه» دانست. میثم سعیدی نماینده تهران در صحن علنی مجلس با ارائه نطقی با تصویب این طرح موافقت کرد.